# Terminal Alameda
El Terminal Alameda es una estación de autobuses interurbanos propiedad de Turbus y Pullman Bus ubicada en la comuna de Estación Central, Santiago, Chile.  
Operan cinco líneas de buses dando conexión de Arica a Puerto Montt, además de Mendoza. 

## Historia
Recibe su nombre de la Avenida Libertador General Bernardo O'Higgins, conocida popularmente como «Alameda», avenida donde se ubica el terminal. Está a un par de cuadras de la Autopista Central, que le permite a los buses salir de Santiago para conectarse con el país, ya sea mediante la Ruta 5, hacia el norte o sur, o por la Autopista del Pacífico y la Autopista del Sol, hacia el litoral central. 
Este terminal fue construido en el terreno anteriormente ocupado por dependencias de la extinta " Central de Leche Delicias".  A un costado del terminal se emplaza el Paseo Nacional del Turismo, y frente a él se ubica el Terminal de buses Santiago, otra de las principales estaciones de autobús de la ciudad
Si bien el traslado de los servicios de Turbus hacia dicho terminal se inició en agosto de 1983, su construcción, y la del centro comercial anexo llamado «Mall Parque Estación» finalizó en 1994.
En la actualidad, en el terminal operan las líneas de buses Cóndor, JAC, Pullman Bus Costa Central, Pullman del Sur y Turbus, entregando cobertura nacional e internacional. 

## Características

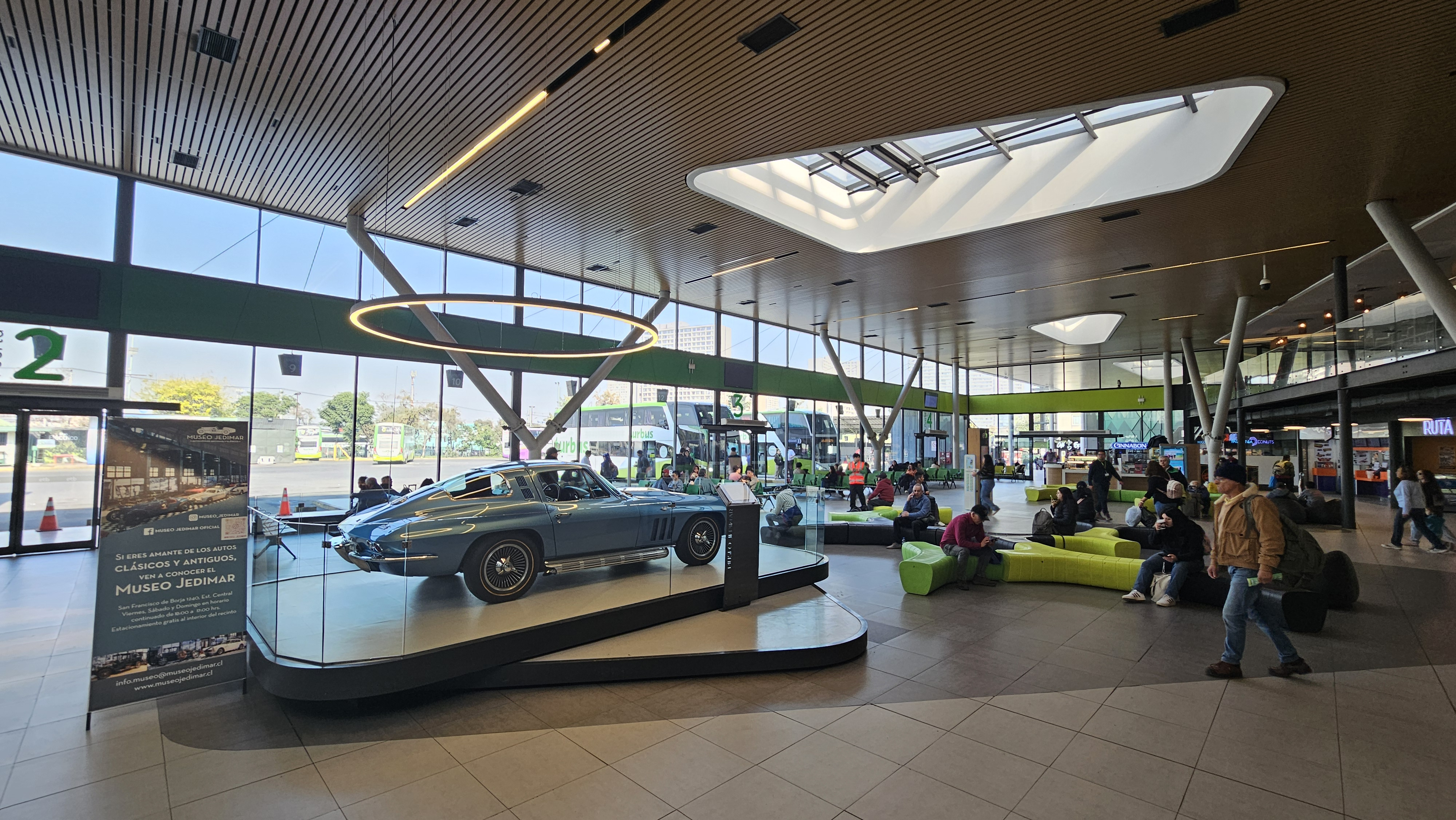
Salones de espera del Terminal Alameda en 2025

Posee dos hoteles; uno propiedad de Tur Bus, llamado Tur Express, y el Hotel Ibis Santiago-Estación Central, perteneciente a la hotelera francesa Accor, inaugurado el 1 de octubre de 2010.
Tiene conexión directa y subterránea con la estación Universidad de Santiago de la Línea 1 del Metro de Santiago. Este terminal y su centro comercial anexo es sometido a un gran remodelación entre los años 2018 y 2022, donde se abrió un patio de comidas en el segundo piso, además de una estación de carga para buses eléctricos; mientras que en la sala de espera, fueron incorporados enchufes para carga de dispositivos electrónicos, WI-FI gratuito para los pasajeros y un espacio para la exhibición temporaria de distintos vehículos del Museo Colección Jedimar.